# Тадеуш Мазовецки
Тадѐуш Мазовѐцки (на полски: Tadeusz Mazowiecki) е полски политик и публицист. Последният премиер на Полската народна република и първият премиер на Третата полска република. Съосновател на Демократическата уния и Унията на свободата. Депутат в Сейма (1991 – 2001). Съветник на президента на Република Полша по въпросите на вътрешната и външната политика (2010 – 2013).

## Младост
Роден е на 18 април 1927 г. в Плоцк, където преживява германската окупация по време на Втората световна война. Завършва средно образование в родния си град. Политическата си активност започва през 1947 г., когато се включва в Партията на труда. Записва право във Варшавския университет. През студентските си години развива активна обществена дейност, работи за католическото издателско сдружение „ПАКС“.
След 1956 г. участва в създаването на Клуба на католическата интелигенция, дълги години е председател на неговата варшавска дирекция. От 1958 г. е главен редактор на месечника „Венж“. Като редактор на изданието става депутат в Сейма през 1961 г. Членува в Депутатския кръг „Знак“. През 1968 г. се включва в инициатива в подкрепа на репресираните студенти. Губи депутатското си място през 1971 г.

## Опозиционна дейност
Участва активно в гражданската опозиция след основаването на Комитета за защита на работниците. През май 1977 г. действа като говорител на представителите на Комитета, които провеждат гладна стачка в църквата „Св. Мартин“. През есента на същата година организира сесия за правата на човека.
През август 1980 г. е сред инициаторите на апела на полските интелектуалци в подкрепа на стачкуващите работници в Гданск. По молба на Лех Валенса учредява Експертна комисия към Стачния комитет. Участва в преговорите за регистрацията на „Солидарност“, става главен редактор на изданието на профсъюза.
На 13 декември 1981 г. е интерниран в Гданск, а след това е изпратен в лагер. Завръща се във Варшава през 1982 г. През 1987 г. напуска Полша, среща се със западни просъюзни деятели и политици, както и с папа Йоан Павел II. След завръщането си в страната през 1988 г. участва в стачните действия в Гданск, както и в заседанията на Кръглата маса.

## Политическа кариера
След като Гражданският комитет на „Солидарност“ печели изборите през юни 1989 г. се кандидатира за премиер. Така става първият премиер на изток от Желязната завеса, който не е член на комунистическата партия. Правителството на Мазовецки поставя началото на демократичните реформи в Полша: реформира икономиката, възстановява незамисимата външна политика на страната, договаря западната граница с обединена Германия.
През 1990 г. Мазовецки основава партията Демократическа уния, а през 1995 – Уния на свободата. Като депутат в периода 1991 – 2001 г. участва в Конституционната комисия и Комисията за европейска интеграция.
През 1997 г. участва в изготвянето на Конституцията на Република Полша и пише нейния встъпителе преамбюл.
Тадеуш Мазовецки умира на 28 октомври 2013 г. във Варшава.